# Jean-Marc
Jean-Marc ist ein französischer Doppelvorname, der sich aus den Namen Jean und Marc zusammensetzt.

## Namensträger
- Jean-Marc Aveline (* 1958), französischer Geistlicher und römisch-katholischer Erzbischof von Marseille
- Jean-Marc Ayrault (* 1950), französischer Politiker (PS)
- Jean-Marc Bacquin (* 1964), französischer Freestyle-Skier
- Jean-Marc Barr (* 1960), französisch-amerikanischer Schauspieler, Regisseur, Produzent und Drehbuchautor
- Jean-Marc Bellocq (* 1957), französischer Langstreckenläufer
- Jean-Marc Bideau (* 1984), französischer Straßenradrennfahrer
- Jean-Marc Birkholz (* 1974), deutscher Schauspieler
- Jean-Marc Boivin (1951–1990), französischer Alpinist
- Jean-Marc Bosman (* 1964), belgischer Fußballspieler
- Jean-Marc Brucato (* 1968), französischer Fußballspieler
- Jean-Marc Bustamante (* 1952), französischer Maler, Bildhauer und Fotograf
- Jean-Marc Chabloz (* 1967), Schweizer Biathlet
- Jean-Marc Chappuis (1924–1987), Schweizer evangelischer Theologe und Hochschullehrer
- Jean-Marc Degraeve (* 1971), französischer Schachmeister
- Jean-Marc Delizée (* 1959), belgischer Politiker (PS)
- Jean-Marc Deshouillers (* 1946), französischer Mathematiker
- Jean-Marc Dinant, belgischer Datenschutzexperte
- Jean-Marc Ela (1936–2008), kamerunischer Befreiungstheologe und Soziologe
- Jean-Marc Eychenne (* 1956), französischer Geistlicher und römisch-katholischer Bischof von Grenoble-Vienne
- Jean-Marc Fabre (* 1964), französischer Kameramann
- Jean-Marc Ferreri  (* 1962), französischer Fußballspieler
- Jean-Marc Foltz (* 1968), französischer Klarinettist
- Jean-Marc Fontaine (1944–2019), französischer Mathematiker
- Jean-Marc Foussat (* 1955), französischer Komponist und Improvisationsmusiker
- Jean-Marc Gaillard (* 1980), französischer Skilangläufer
- Jean-Marc Germain (* 1966), französischer Manager
- Jean-Marc Gounon (* 1963), französischer Automobilrennfahrer
- Jean-Marc Guillou (* 1945), französischer Fußballspieler und -trainer
- Jean-Marc Hoscheit (* 1958), luxemburgischer Politikwissenschaftler und Diplomat
- Jean-Marc Jaumin (* 1970), belgischer Basketballspieler und -trainer
- Jean-Marc de La Sablière (* 1946), französischer Diplomat
- Jean-Marc Laforêt (* 1954), französischer Botschafter
- Jean-Marc Larché (* 1961), französischer Jazzsaxophonist und -komponist
- Jean-Marc Leclercq (* 1961), französischer Musiker und Esperantist
- Jean-Marc Lelong (1949–2004), französischer Comiczeichner und Szenarist
- Jean-Marc Lévy-Leblond (* 1940), französischer theoretischer Physiker
- Jean-Marc Ligny  (* 1956), französischer Schriftsteller und Übersetzer
- Jean-Marc Lorber  (* 1978), deutscher Komponist und Sänger
- Jean-Marc Loustau (* 1958), französischer Großmeister für Schachkomposition
- Jean-Marc Marino (* 1983), französischer Radrennfahrer
- Jean-Marc Montera (* 1955), französischer Jazz- und Avantgardegitarrist
- Jean-Marc Mormeck (* 1972), französischer Boxer
- Jean-Marc Mousson (1776–1861), Schweizer Politiker und Beamter
- Jean-Marc Nattier (1685–1766), französischer Maler des Rokoko
- Jean-Marc Padovani (* 1956), französischer Jazzsaxophonist und -komponist
- Jean-Marc Pelletier (* 1978), US-amerikanischer Eishockeytorwart
- Jean-Marc Pontvianne (* 1994), französischer Leichtathlet
- Jean-Marc Reiser (1941–1983), französischer Comiczeichner
- Jean-Marc Roberts (1951–2013), französischer Autor, Herausgeber und Drehbuchautor
- Jean-Marc Rochette (* 1956), französischer Maler, Illustrator und Comiczeichner
- Jean-Marc Roirant (* 1952), französischer Politiker und Funktionär
- Jean-Marc Roubaud (* 1951), französischer Politiker
- Jean-Marc Rozon (* 1961), kanadischer Freestyle-Skier
- Jean-Marc Sauvant (1927–2012), Schweizer Chefbeamter
- Jean-Marc Savelli (* 1955), französischer Pianist
- Jean-Marc Thibault (1923–2017), französischer Schauspieler und Regisseur
- Jean-Marc Valin, kanadischer Entwickler freier Multimedia-Software
- Jean-Marc Vallée OC OQ (1963–2021), kanadischer Regisseur, Drehbuchautor, Filmeditor, Schauspieler und Filmproduzent